# Таганрогский художественный музей
Таганрогский художественный музей — художественный музей в Таганроге, основанный в 1898 году, в год 200-летия Таганрога. Коллекция насчитывает более 7 тыс. единиц.

## История
Идея создания в Таганроге городского музея принадлежала А. П. Чехову. По просьбе Чехова И. Е. Репин обратился в Совет Академии художеств с ходатайством о передаче таганрогскому городскому музею картин русских живописцев. В 1902 г. Академия художеств выделила Таганрогскому музею 8 картин, среди которых были такие значительные произведения, как «Сосна над обрывом» и «Река Луга» Ю. И. Феддерса, «Запорожец на разведках» С. И. Васильковского.
В дар музею передавали свои работы художник К. А. Савицкий (картина «Отец»), П. Ф. Иорданов. Петербургская академия художеств несколько раз передавала музею картины, среди которых работы художников И. Я. Билибина, А. К. Саврасова, Б. Н. Мешкова и др. Петербургское общество им. А. И. Куинджи выделило музею этюды Куинджи «Волны», «Радуга» и «Деревня».
В 1920-е годы музей пополнился национализированными произведениями, переданными Государственным музейным фондом, Музеем керамики, Государственным Русским музеем. Среди эти работ - около 100 произведений известных русских художников И.К. Айвазовского, И. Е. Маковского,  Н. Я, Ярошенко и др.
В годы Великой Отечественной войны музей понес потери. Погибли известные полотна И. И. Шишкина, И. Н. Крамского, И.И. Левитана и др., была разграблена коллекция фарфора.
В 1960-1990-е годы значительные поступления в музей делали московские коллекционеры Л. А. Русланова, И. А. Мясникова-Мамонтова, А. А. Абрамян, Е. Ф. Вишневский, Л. Н. Каган и др. Они передали музею полотна художников К. Е. Маковского, И. И. Левитана, В. А. Серова, К. А. Коровина, И. Е. Репина, Г. Г. Мясоедова, Г. Г. Чернецова, В. Д. Поленова, С. Ю. Судейкина и др. Обладая значительными фондами, музей стал в состоянии представлять русское искусство на разных этапах его развития.
В 1968 году художественная коллекция Таганрогского краеведческого музея была выделена в самостоятельный музей, который назывался Таганрогская картинная галерея.
С 1976 года галерея развернула экспозицию в великолепном особняке Хандрина, памятнике архитектуры второй половины XIX века.
В 2003 году Таганрогская картинная галерея была переименован в Таганрогский художественный музей.
В 2003 году в рамках проекта «Золотая карта России» более 50 работ из коллекции Таганрогского художественного музея экспонировались на выставке в Государственной Третьяковской галерее.
В 2005 году музей получил в дар от семьи В. В. Иляхинского 35 работ этого американского художника, родившегося в Таганроге.
В настоящее время музей ведет научно-исследовательскую работу, подготовил к изданию историко-литературного альманах «Вехи Таганрога», посвященный Таганрогскому художественному музею.
К 150-летию со дня рождения А. П. Чехова был издан «Таганрогский художественный музей. Живопись. Графика. XVIII-ХХ вв».

## Здание
С 1927 года музей находился во Дворце Н. Д. Алфераки, позднее — в отдельном здании по ул. Александровской, д. 56, построенном в 1870 г. по проекту архитектора Тенишева. С 1898 года вплоть до революционных событий принадлежало городскому голове (1909—1913), купцу 2-й гильдии, кандидату права А. З. Хандрину.
В архитектурной композиции полутораэтажного здания музея присутствуют элементы  классики, ренессанса, барокко, его фасад насыщен декором. Здание украшают колонны, капители коринфского ордера, окна с сандриками и нишами под ними. К настоящему времени утрачены скульптурные группы, венчающие фронтон здания. Над парадным входом в левой части здания размещался сбитый после Октябрьской социалистической революции дворянский герб рода Хандриных.
Интерьер здания также был украшен декоративной лепкой. В доме были большие люстры,  изразцовые камины, паркетные полы, дубовые двери. На двор дома вела деревянная веранда с резными колоннами. Проезд с двух сторон оформлен колоннами с вазами и витиевато выполненными металлическими воротами. Владельцем особняка был купец Антон Захарович Хандрин. В годы советской власти особняк был национализирован. После окончания гражданской  войны в здании долгое время располагался детский приёмник-распределитель для беспризорников. Во время Великой Отечественной войны, в годы немецкой оккупации города в здании размещалось немецкое военное управление по обеспечению войск продовольствием. В 1970-х годах особняк был приспособлен для картинной галереи. После реставрации 1976 году здание передали Областному художественному музею.
При всём своём великолепии, особняк Хандрина позволяет представлять в экспозиции музея не более 10 % картин, хранящихся в его фондах.
В 2011 году администрацией города было принято решение о передаче Таганрогскому художественному музею части здания на ул. Петровской, ранее принадлежащей Таганрогскому отделению № 1548 Юго-Западного банка Сбербанка России. Это решение не было исполнено.
В 2019 году в здании на Лермонтовском переулке, 22, являющимся архитектурной достопримечательностью города, открылся филиал музея для размещения экспозиции «Искусство XX-XXI веков» и текущих выставок современных художников.
В ходе российского вторжения в Украину 28 июля 2023 года здание повреждено в результате удара украинской ракеты.

## Коллекция
Сегодня в фондах музея хранится более семи тысяч экспонатов иконописи, живописи, графики, скульптуры, декоративно-прикладного искусства. Наиболее ценной частью этого собрания являются картины русских художников XVIII—XX веков. Первоклассные полотна старых русских мастеров А. Антропова, Ф. Рокотова, Г. Семирадского, И. Айвазовского, В. Тропинина, И. Шишкина, А. Саврасова, И. Репина, В. Сурикова, В. Верещагина, К. Маковского, И. Левитана, К. Коровина, Н. Богданова-Бельского и многих других великих художников позволяют представить отечественное искусство на разных этапах его развития.

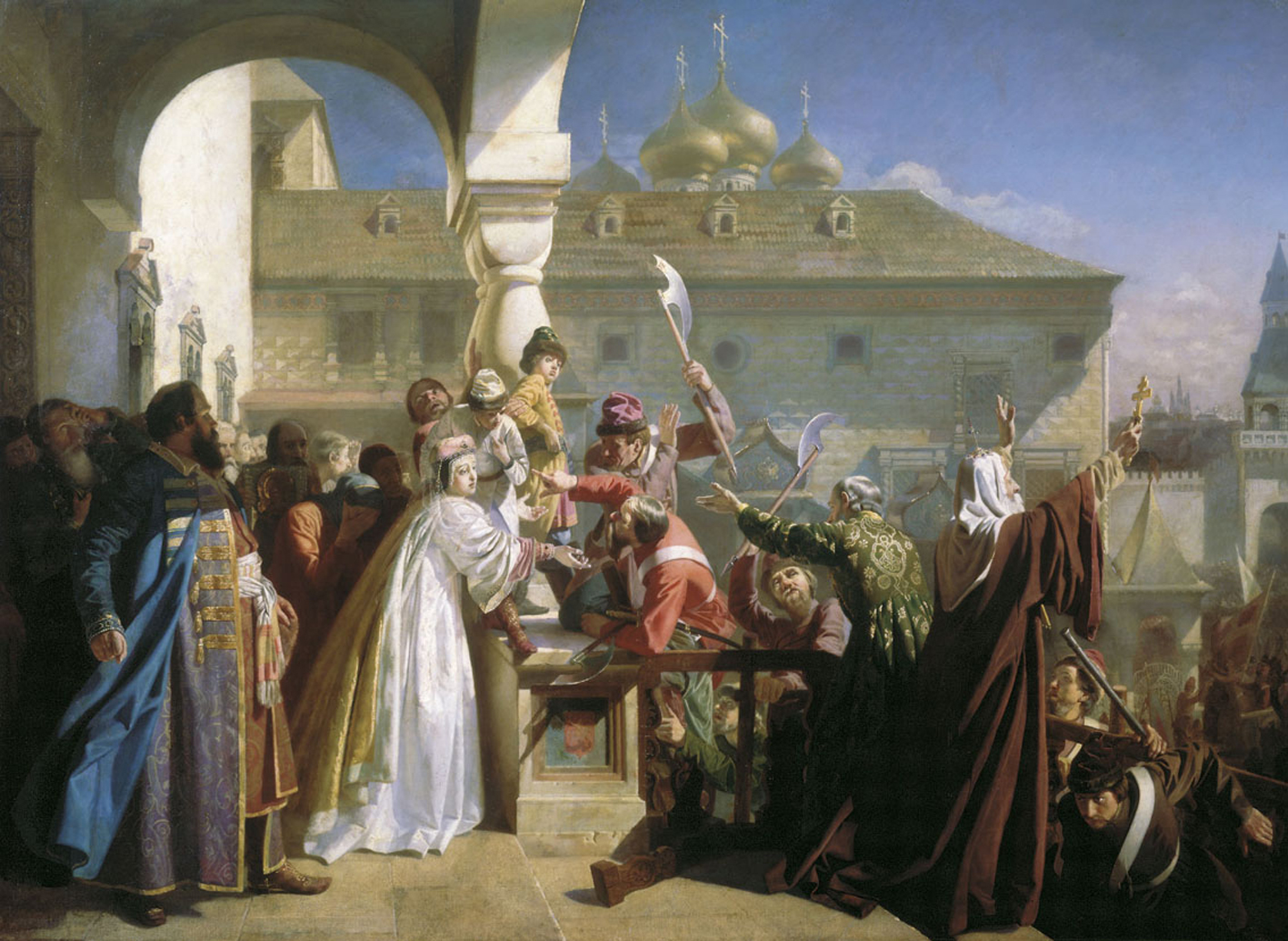
Н. Д. Дмитриев-Оренбургский. «Стрелецкий бунт», 1862
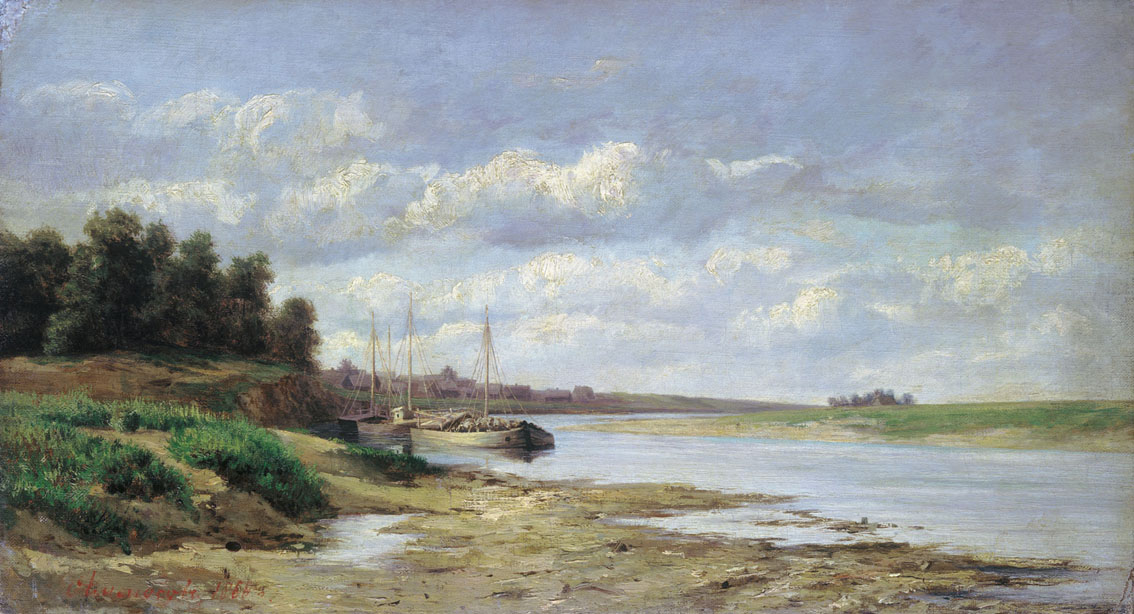
С. Н. Аммосов. «Барки на реке», 1868
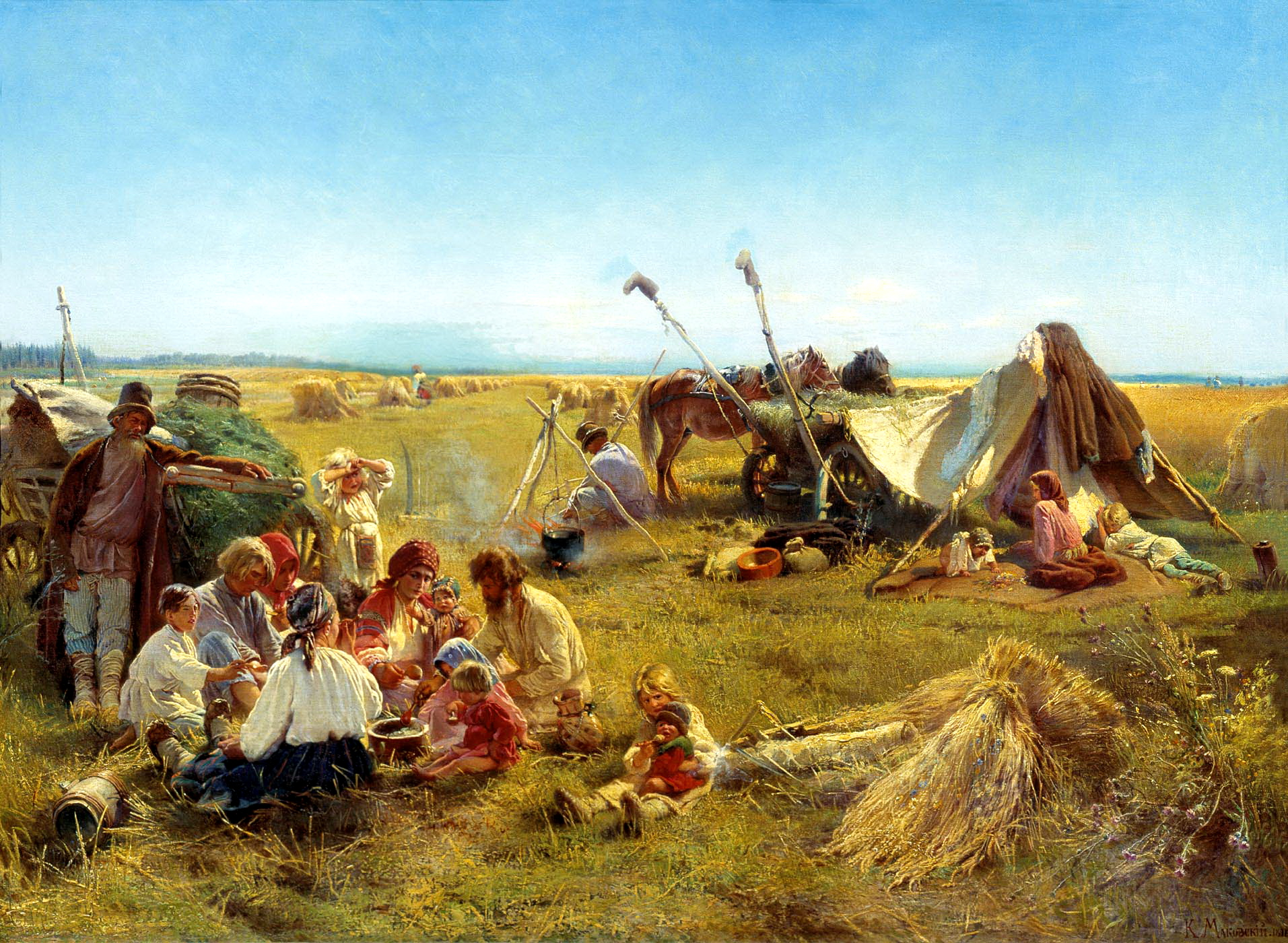
К. Е. Маковский. «Крестьянский обед во время жатвы», 1871
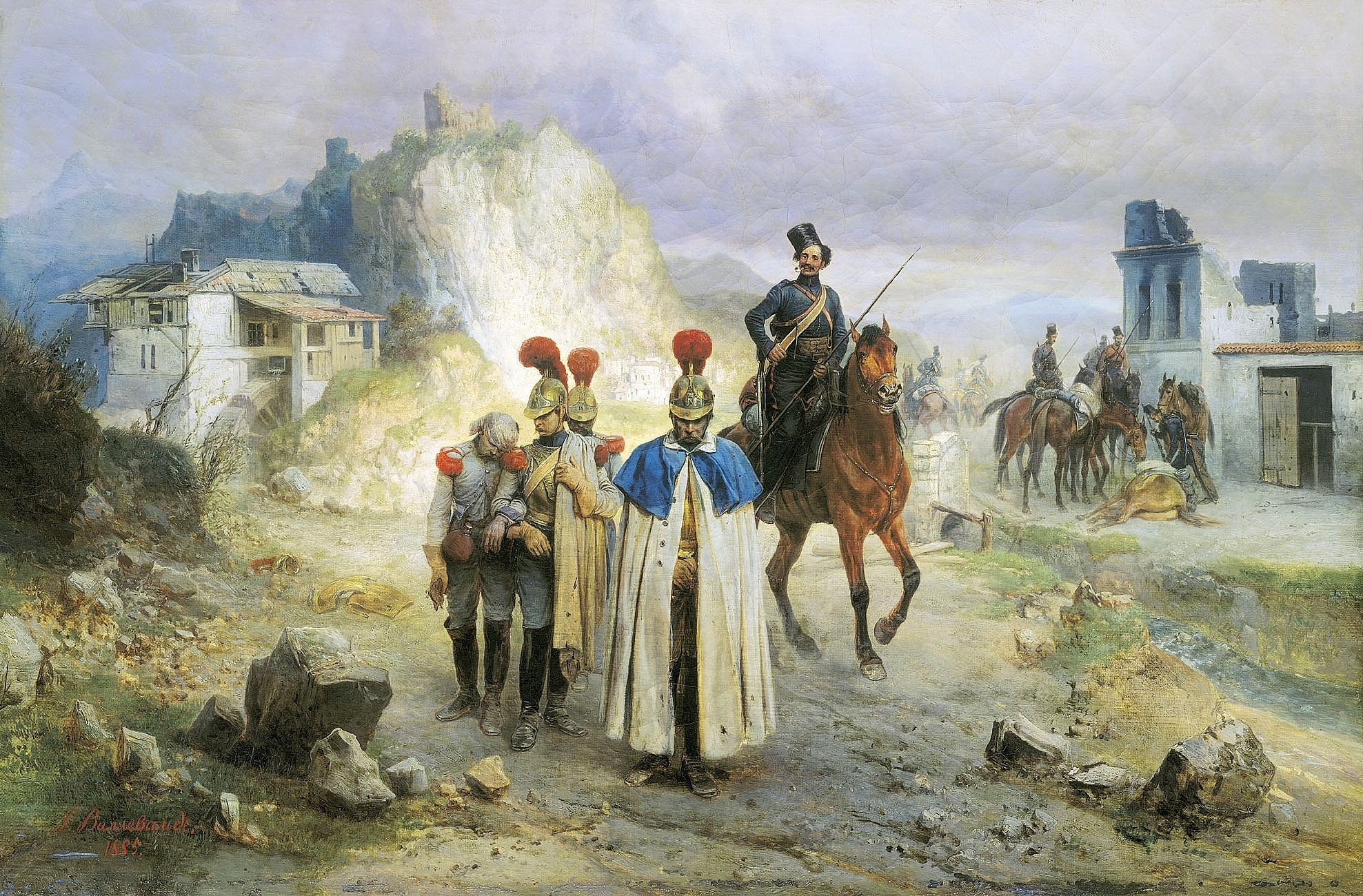
Б. П. Виллевальде.  «Они попали в плен в 1814 году», 1885
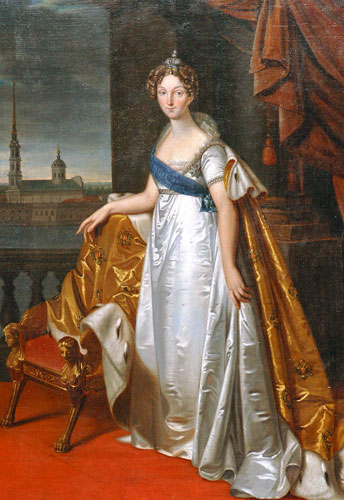
Жан-Лоран Монье. «Елизавета Алексеевна», XIX век
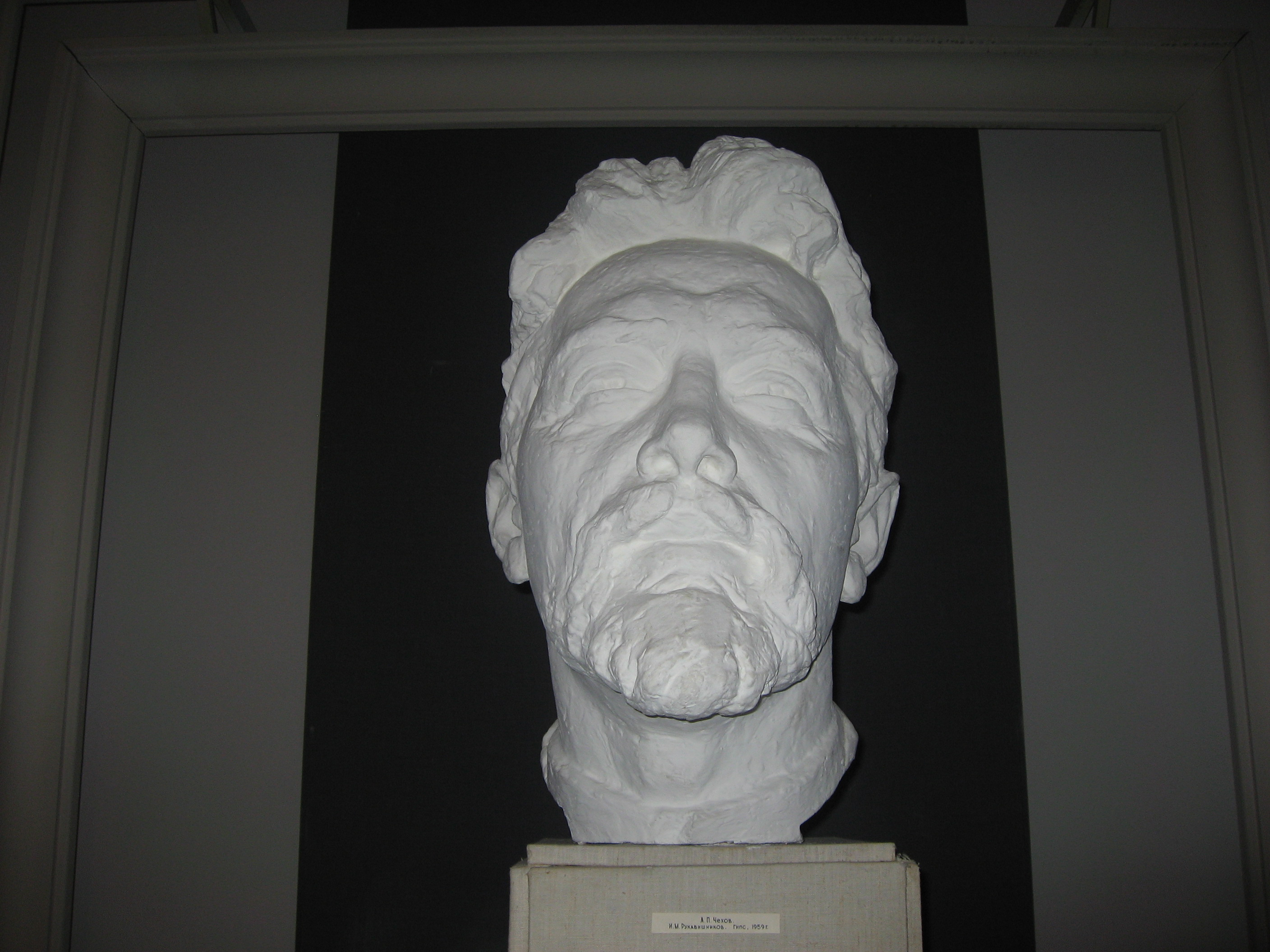
И. М. Рукавишников. Бюст А. П. Чехова, 1959

Таганрогский художественный музей также уделяет внимание как современным, так и местным авторам. В коллекции присутствуют работы Д. Синоди-Попова, С. Блонской, А. Леонтовского, Б. Кубицкого, В. Орлова, Т. Теряева, Л. Стуканова, Н. Ливады, Н. Дурицкой, В. Ушенина, В. Бегмы, Ю. Фесенко, Р. Кость, В. Вельтмана, А. Яковлева.
«Декоративно-прикладное искусство» Таганрогского художественного музея представлено около 835 экспонатами музейных предметов. Первые 143 предмета раздела были Таганрогскому краеведческому музею в 1976 году. Они включали в себя фарфоровую посуду Императорского Фарфорового завода, посуду завода Миклашевского, завода М.С. Кузнецова, фабрики братьев Корниловых, завода Гарднера и т. д.
В настоящее время в коллекции хранятся работы советских мастеров-стекольщиков С. К. Моисеенко (сервиз «Дубрава»), И. В. Зарицкого (сервиз «Праздничный»),  А. В. Воробьевского (сервиз «Красный орнамент»), хохломских мастеров, жостовские подносы  Б. В. Графова, З. А.Кледовой, Н. И. Гогина, лаковая миниатюра Палеха, Федоскино, Мстеры, Холуя, работы донской «гжели» - семикаракорской керамикой.

## «Музей под открытым небом»
Как гласит музейный указатель, «Экспозиция „Музея под открытым небом“ сформировалась в 1976 году. Прекрасные образцы итальянской мраморной декоративной и мемориальной скульптуры, представленные в музейном дворике, чудесным образом являют собой единый жанр пленэрной пластики. Архитектурный ансамбль усадьбы воссоздаёт неповторимую атмосферу исторической художественной среды XIX века».
Подавляющая часть выставленных в этой экспозиции работ представляет собой скульптуры, демонтированные в 1976 году с надгробий старого городского кладбища. Причём в музее не сохранилась информация о принадлежности скульптур к определённым могилам.

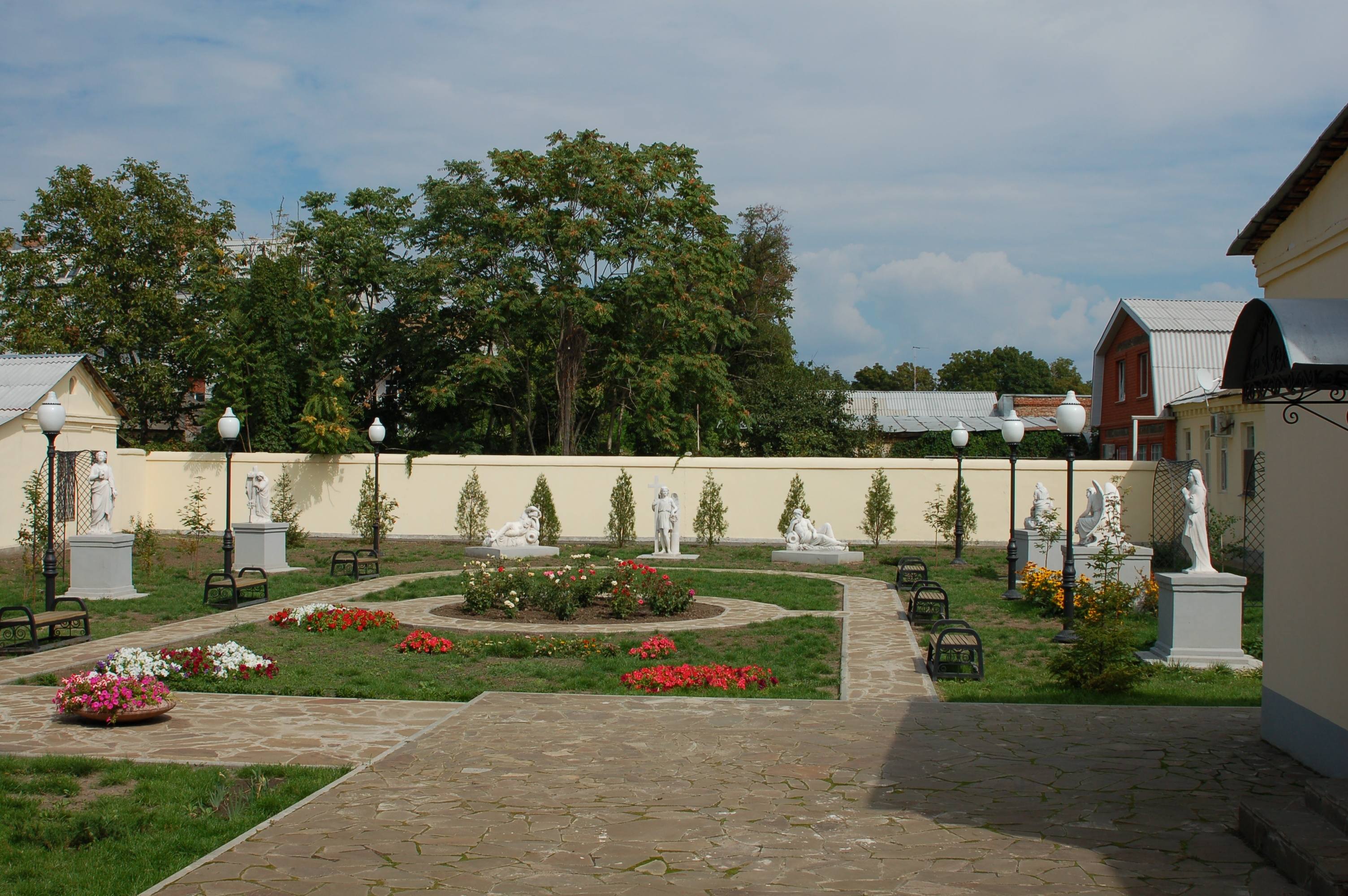
Вид на внутренний дворик музея
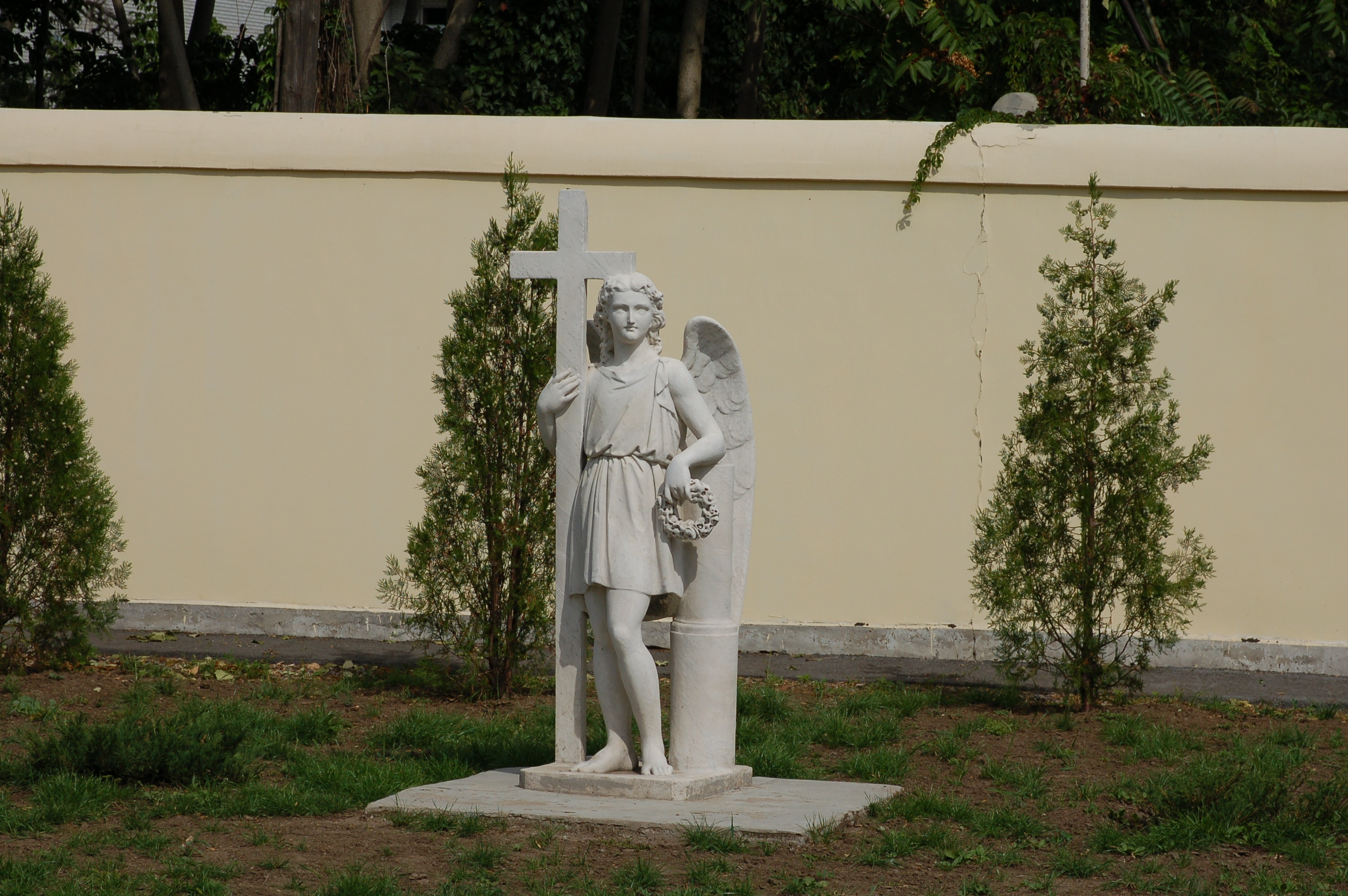
«Ангел-хранитель». Белый мрамор. Венец памятника на могиле М.Н. Камбурова
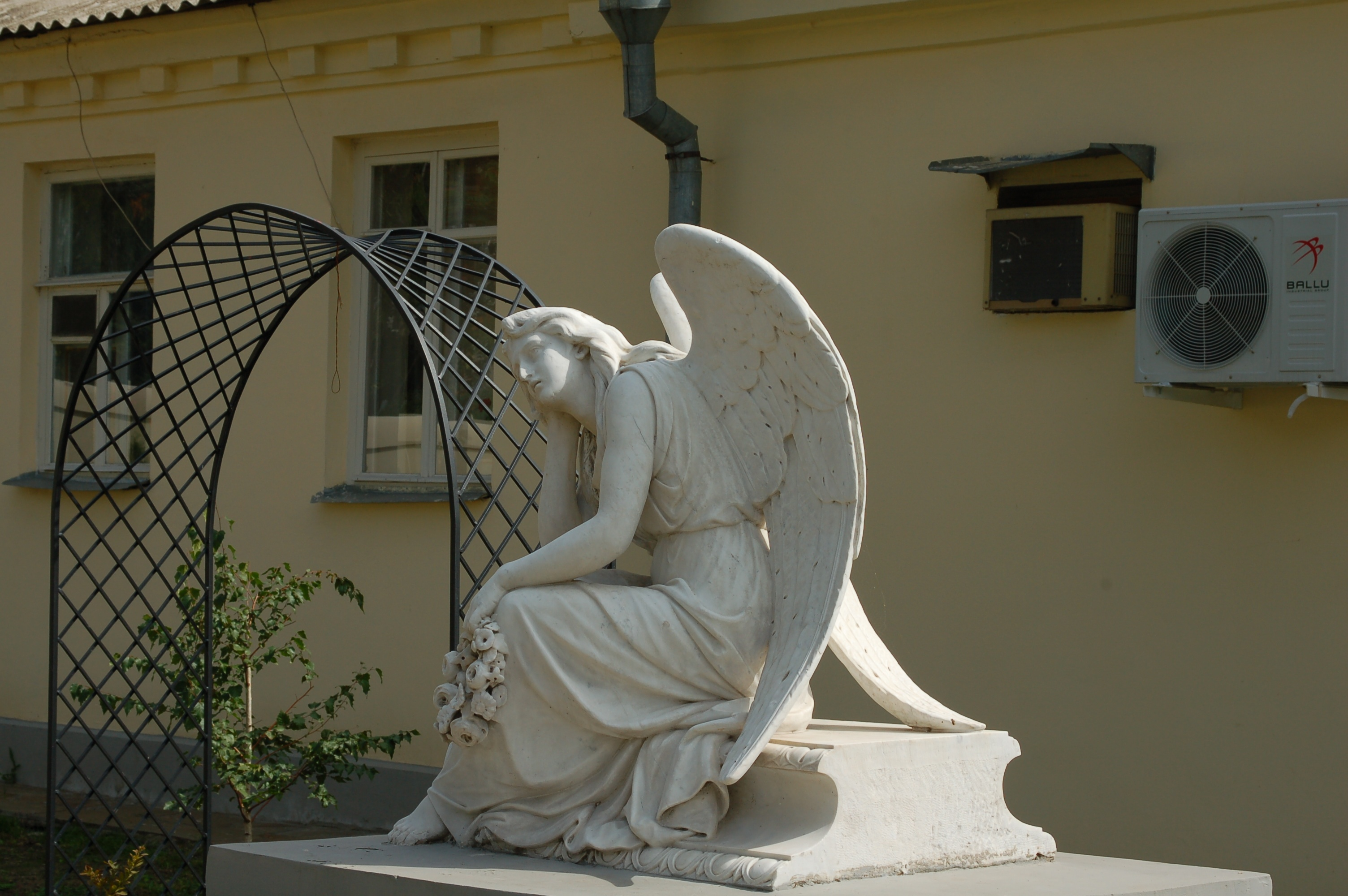
«Утомленный ангел» с могилы купца И. Даллапорте